# Linia kolejowa Żelkowo – Siecie-Wierzchocino
Linia kolejowa Żelkowo – Siecie-Wierzchocino - rozebrana wąskotorowa linia kolejowa łącząca Żelkowo z Sieciem-Wierzchocinem. Linia została oddana do użytku 14. listopada 1902 roku. 6. grudnia 1913 roku zamknięto na linii ruch pasażerski i jeszcze w tym samym roku linię rozebrano. Na całej swojej długości była jednotorowa, a rozstaw szyn wynosił 750 mm.